# Ruschia solitaria
Ruschia solitaria är en isörtsväxtart som beskrevs av L. Bol. Ruschia solitaria ingår i släktet Ruschia och familjen isörtsväxter. Inga underarter finns listade i Catalogue of Life.